# Crixus
Crixus, död 72 f.Kr., var en gallisk gladiator och anhängare till Spartacus i gladiatorkriget mot Romerska republiken, som pågick 73 f.Kr. till 71 f.Kr.
Crixus var en av de gladiatorer som anslöt sig till Spartacus då denne rymde från gladiatorskolan 73 f.Kr. Crixus sägs ha vänt utgången i ett flertal slag då dennes keltiska gladiatorsoldater angrep svaga punkter i de romerska legionernas linjer. 
Crixus lämnade huvuddelen av Spartacus armé tillsammans med 30 000 man för att plundra Italien, medan Spartacus ville lämna Italien för att ta sig in i Gallien. Crixus gick 72 f.Kr i strid mot romerska styrkor under Lucius Gellius Publicolas ledning. Crixus dräptes under slaget och hans armé besegrades.